# Noyelles-lès-Vermelles
 Noyelles-lès-Vermelles  es una población y comuna francesa, situada en la región de Norte-Paso de Calais, departamento de Paso de Calais, en el distrito de Béthune y cantón de Cambrin.

## Demografía
| 1119 | 1158 | 1084 | 1415 | 1851 | 1939 |
| Para los censos de 1962 a 1999 la población legal corresponde a la población sin duplicidades (Fuente: INSEE [Consultar]) |      |      |      |      |      |